# Domingo Tejera
Domingo Tejera (27. juli 1899 – 30. juni 1969) var en uruguayansk fodboldspiller, der med Uruguays landshold vandt guld ved VM i 1930 på hjemmebane. Han var også med til at vinde to sydamerikanske mesterskaber, i henholdsvis 1920 og 1926, samt guld ved OL i 1928 i Amsterdam.
Castro spillede på klubplan hele sin karriere for Montevideo Wanderers i hjemlandet.

## Titler
VM
- 1930 med Uruguay

Sydamerika-Mesterskabet (Copa América)
- 1920 og 1926 med Uruguay

OL
- 1928 med Uruguay